# Dmytro Dmytrenko
Dmytro Mychajlowytsch Dmytrenko (ukrainisch Дмитро Михайлович Дмитренко; * 25. Juli 1973 in Kiew) ist ein ehemaliger ukrainischer Eiskunstläufer, der im Einzellauf startete. Er ist der Europameister von 1993.
Noch für die Sowjetunion startend, gewann er 1992 die Juniorenweltmeisterschaft. 1993 wurde er bei seiner ersten Europameisterschaftsteilnahme überraschend Europameister und das mit zwei linken Schlittschuhen, da sein rechter Schlittschuh kaputt ging und er keinen adäquaten Ersatz auftreiben konnte. Sein Landsmann Wjatscheslaw Sahorodnjuk lieh ihm einen Schlittschuh, damit er überhaupt laufen konnte. Sieben Jahre später bei den Eiskunstlauf-Europameisterschaften 2000 gewann er mit Bronze seine zweite und letzte Medaille bei Europameisterschaften. Bei Weltmeisterschaften konnte er nicht an diese Erfolge anknüpfen, seine beste Platzierung dort war der elfte Platz 1999. Dmytrenko nahm zweimal an Olympischen Spielen teil, 1998 in Nagano wurde er 14. und 2002 in Salt Lake City 18.
Trainiert wurde Dmytrenko von Galina Kukhar. Inzwischen arbeitet er selbst als Trainer. Er trainierte zeitweise den israelischen Einzelläufer Oleksij Bytschenko. Zurzeit ist er Trainer und Choreograf der ukrainischen Läufer Iwan Schmuratko und Andrij Kokura, die allerdings beide aufgrund des russischen Angriffs auf die Ukraine im Exil leben und trainieren.
Er ist außerdem technischer Spezialist bei der ISU. Im Jahr 2001 heiratete er Oksana Maslowa.

## Ergebnisse
| Jahr                        | 1992 | 1993 | 1994 | 1995 | 1996 | 1997 | 1998 | 1999 | 2000 | 2001 | 2002 |
| --------------------------- | ---- | ---- | ---- | ---- | ---- | ---- | ---- | ---- | ---- | ---- | ---- |
| Olympische Winterspiele     |      |      |      |      |      |      | 14.  |      |      |      | 18.  |
| Weltmeisterschaften         |      | 12.  |      |      | 16.  |      |      | 11.  | 15.  | 23.  | 22.  |
| Europameisterschaften       |      | 1.   | 6.   | 7.   | 7.   | 8.   | 8.   |      | 3.   | Z    | 11.  |
| Juniorenweltmeisterschaften | 1.   |      |      |      |      |      |      |      |      |      |      |
| Ukrainische Meisterschaften |      | 1.   |      |      |      |      | 2.   | 3.   | 2.   | 1.   | 2.   |

- Z = Zurückgezogen